# Montebello di Bertona
Montebello di Bertona är en ort och kommun i provinsen Pescara i regionen Abruzzo i Italien. Kommunen hade 941 invånare (2018).